# TvN 시트콤
tvN 시트콤은 tvN에서 방영한 텔레비전 드라마다.
《감자별 2013QR3》은 당초 일일 시트콤으로 방영하려던 계획이 배우 하연수의 부상으로 인해 월 · 화요일 주 2회만 방영되었다가 2013년 10월 27일부터 정상적으로 월요일 ~ 목요일 주 4회로 방영되었다.

## 작품 목록

### 수요시트콤
- 《푸른거탑》 : 2013년 1월 23일 ~ 2013년 7월 10일
- 《환상거탑》 : 2013년 7월 17일 ~ 2013년 9월 4일
- 《푸른거탑 제로》 : 2013년 9월 11일 ~ 2013년 11월 20일
- 《푸른거탑 리턴즈》 : 2013년 11월 27일 ~ 2014년 2월 26일
- 《황금거탑》 : 2014년 7월 23일 ~ 2014년 10월 1일

### 일일시트콤
- 《감자별 2013QR3》 : 2013년 9월 23일 ~ 2014년 5월 15일

## 같이 보기
- TvN의 텔레비전 프로그램 목록